# TNM
TNM або TNM-класифікація (латинська абревіатура) — є загальновизнаним стандартом для класифікації ступеня поширення злоякісних пухлин в організмі людини, але з урахуванням інших змін теж.
Класифікація використовує абеткове та числове поєднання різних категорій для позначення стадій поширення пухлини, змін у лімфатичних вузлах, наявності або відсутності локальних та віддалених метастазів, а також інші параметри.

## Цілі
Класифікація дозволила уніфікувати пухлинні діагнози, що глобалізувало підхід у питаннях діагностики, лікування, прогнозування та догляду.
- Допомога медичному персоналу в діагностиці пухлини та плануванні лікування
- Дає попередню вказівку на ймовірний прогноз (доказова медицина)
- Універсальна оцінка результатів лікування
- Глобальна статистика, щоб продуктивніше збирати інформацію
- Оскільки кількість комбінацій категорій велика, комбінації групуються на етапи для кращого аналізу

## Історія
Розробником цієї класифікації вважається P. Denoix (Франція), у період з 1943 по 1952 р. У 1954 р Міжнародний Союз Проти Раку заснував спеціальний Комітет по клінічній класифікації та застосуванню статистики «з метою досліджень в цій області і застосування загальних правил класифікації для всіх злоякісних пухлин будь-яких локалізацій».
TNM-класифікація була запропонована у 1952 році Міжнародним Союзом Проти Раку (МСПР, англ. Union for International Cancer Control (UICC))
Періодично TNM-класифікація оновлюється із врахуванням клінічних і діагностичних можливостей, МСПР змінює редакцію у загальнодоступний метод.
Міжнародний Союз Проти Раку (UICC), видання:
- UICC TNM pocket book, "the Livre de Poche (вид. 1st). 1968.
- UICC TNM pocket book, "the Livre de Poche (вид. 2nd). 1974.
- UICC TNM Classification (вид. 3rd). 1982.
- UICC TNM Classification (вид. 4th). 1987.
- UICC TNM Classification (вид. 5th). 1997.
- UICC TNM Classification (вид. 6th). 2002. Went into effect 2003.
- UICC TNM Classification (вид. 7th). 2009. Went into effect 2010.
- UICC TNM Classification (вид. 8th). 2016. Went into effect 2017.

Видання Американського спільного комітету з питань раку (англ. AJCC):
- AJCC Cancer Staging Manual (вид. 1st). 1977. Went into effect 1978.
- AJCC Cancer Staging Manual (вид. 2nd). 1983. ISBN 0397505949. Went into effect 1984.
- AJCC Cancer Staging Manual (вид. 3rd). 1988. ISBN 0397509162. Went into effect 1989.
- AJCC Cancer Staging Manual (вид. 4th). 1992. ISBN 0397512643. Went into effect 1993.
- AJCC Cancer Staging Manual (вид. 5th). 1997. ISBN 0397584148. Went into effect 1998.
- AJCC Cancer Staging Manual (вид. 6th). 2002. ISBN 0387952713. Went into effect 2003.
- AJCC Cancer Staging Manual (вид. 7th). 2009. ISBN 0387884408. Went into effect 2010.
- AJCC Cancer Staging Manual (вид. 8th). 2016. ISBN 3319406175. Delayed to go into effect 2018.

### Есенціальна TNM
Есенціальна TNM — це спрощена форма TNM-класифікації, розроблена спеціально для того, щоб дати змогу реєструвати ракові захворювання в країнах з низьким і середнім рівнем доходу, збирати інформацію про стадії, коли повна інформація про ступінь захворювання не доступна для збору в реєстрі. Вона не призначена для заміни TNM при догляді за пацієнтами.

## Класифікація

### Есенціальна TNM

##### T—лат.tumor
Від лат. tumor — пухлина. Описує та класифікує основне розташування пухлини:
- Tis або T0 — так звана пухлина «in situ» — тобто пухлина в межах однієї тканини.
- T1-4 — позначає різну ступінь розвитку (поширення) пухлини. Для кожного з органів існує окрема розшифровка кожного з індексів.
- Tx — практично не використовують. Виставляють тільки на час, коли виявлені метастази, але не виявлено основне вогнище.

##### N—лат.nodulus
Від лат. nodulus — вузлик. Описує і характеризує наявність метастазів суто у лімфатичні вузли:
- Nx — виявлення регіонарних метастазів не проводили, їх наявність невідома.
- N0 — метастазів не виявили при проведенні дослідження (з метою виявлення метастазів).
- N1 — регіонарні метастази у лімфатичні вузли виявлені.
- N2 — метастази виявлені у віддалених лімфатичних вузлах.
- N3 — метастази виявлені у регіонарних та віддалених лімфатичних вузлах. Однак на практиці не використовують, так як у 99,99 % випадків N2 означає, що у регіонарних лімфовузлах теж уже є метастази.

##### M—лат.metastasis
Наявність метастазів (нових вогнищ, осередків пухлини) у інших органах та системах:
- Mx — наявні клінічні ознаки, але інші методи досліджень не підтверджують наявність метастазів; виявлення віддалених метастазів не проводили, їх наявність невідома.
- M0 — віддалених метастазів не виявили при проведенні усіх можливих досліджень (з метою виявлення метастазів).
- M1 — виявлені метастази в інших органах і системах.

### TNM
Власне TNM-класифікація
Підрозділи TNM: Підрозділ основних категорій застосовують у випадках необхідної більшої деталізації (T1a, T1b, або N2a, N2b)

#### T— первинна пухлина
- Tx — недостатньо даних для оцінки первинної пухлини;
- Tis — carcinoma in situ, уражена тільки слизова оболонка без проростання;
- T0 — первинна пухлина не визначається;
- T1 — ураження одного шару;
- T2 — ураження двох шарів;
- T3 — ураження всіх шарів;
- T4 — поширення за межі органа;

#### N— метастази в регіонарні лімфатичні вузли
- Nx — недостатньо даних для оцінки ураженості лімфовузлів;
- N0 — лімфовузли не уражені;
- N1 — уражені регіонарні лімфовузли;
- N2 — метастазами уражені більш віддалені вузли;

#### M— віддалені метастази
- Mx — недостатньо даних для визначення віддалених метастазів;
- M0 — немає ознак віддалених метастазів;
- M1 — є віддалені метастази (категорія M1 доповнюється в залежності від локалізації метастазів наступними символами):

```
      Легені PUL (C34)              Кістковий мозок MAR (С42.1)
      Кістки OSS (C40, C41)         Плевра PLE (С38.4)
      Печінка HEP (С22)             Очеревина PER (С48.1,2)
      Головний мозок BRA (С71)      Наднирники ADR (С74)
      Лімфатичні вузли LYM (С77)    Шкіра SKI (С44)
       інші OTH
```

##### L—англ.lymphatic system
Символ L вказує на те, що інфазія пухлини є в лімфатичних шляхах:
- Lx — інвазію неможливо оцінити;
- L0 — немає ознак того, що інвазії пухлини потрапили до лімфатичних судин;
- L1 — є ознаки пухлинної інвазії в лімфатичних судинах.

##### V—лат.vena
V — вена, вказує на інвазії пухлини у венозних судина:
- Vx — інвазії пухлини у вени неможливо визначити;
- V0 — немає наявності пухлинних інвазій у венах;
- V1 — мікроскопічна інфазія пухлинних клітин у просвіті вени;
- V2 — макроскопічна інфазія пухлинних клітин у просвіті вени.

##### P—лат.penetration
Гістологічний критерій, який характеризує глибину вростання пухлини в стінку порожнистого органа
- Р1 — інфільтрує слизову оболонку
- Р2 — слизову і підслизову
- Р3 — розповсюджується до субсерозного шару
- Р4 — інфільтрує серозну оболонку і виходить за межі органа.

##### Pn—лат.perineural
Pn perineural — периневральна інвазія пухлини:
- Pnx — периневральну інвазію неможливо визначити;
- Pn0 — немає наявності периневральної інвазії;
- Pn1 — наявна периневральна інвазія.

##### C-фактор—англ.certainty factor
С-фактор (інколи S-фактор) так звані пухлинні маркери сироватки крові, показують наявність пухлини завдяки діагностиці, поділяється на:
- С1 — доведено класичними діагностичними методами: огляд, пальпація, стандартна рентгенографія, ендоскопія;
- С2 — доведено спеціальними методами діагностики: КТ, МРТ, УЗД, ПЕТ, ангіографія, бронхографія, лімфографія, біопсія, сцинтиграфія тощо;
- С3 — доведено, після діагностичних хірургічних втручань;
- С4 — доведено після радикального хірургічного втручання і патогістологічного дослідження видаленого макропрепарату;
- С5 — доведено після аутопсії.

##### G—лат.gradus[джерело?]
Гістологічний критерій. Ступінь патогістологічної градації (також використовують термін «ступінь гістопатологічної градації»). Чим вищий, тим нижче диференціація клітин пухлини (тобто тим менше пухлинна тканина схожа на нормальну тканину, з якої вона походить). В деяких джерелах його називають «ступенем злоякісності». На підставі цього показника часто можна прогнозувати «агресивність» пухлинного процесу, схильність до рецидивів і метастазування, сприйнятливість до хіміотерапевтичних засобів.
- G1 — низька (високодиференційовані пухлини)
- G2 — середня (середньодиференційовані пухлини)
- G3 — висока (недиференційовані пухлини)[3]

##### Y
Y — означає підтвердження пухлини на момент обстеження. Цей індекс записують до системи TNM, як префікс: yTNM.

##### R—лат.recidere
R лат. recidere — рецидив, означає рецидив пухлини.

##### А
A лат. autopsia — префікс «А» вказує на те, що пухлини знайшли після аутопсії.

#### pTNM
pTNM патологоанатомічна класифікація